# Doliops animula
Doliops animula är en skalbaggsart som beskrevs av Kriesche 1940. Doliops animula ingår i släktet Doliops och familjen långhorningar.
Artens utbredningsområde är Filippinerna. Inga underarter finns listade i Catalogue of Life.